# Grand Champions Cup maschile 2001
La Grand Champions Cup 2001 si è svolta dal 20 al 25 novembre 2001 a Nagoya e Tokyo, in Giappone: al torneo hanno partecipato sei squadre nazionali e la vittoria finale è andata per la prima volta a Cuba.

## Impianti
|                                                                                     |                                                                                  |  |
|                                                                                     |                                                                                  |  |
| Nagoya Civic General Gymnasium Città: Nagoya Capienza: 10 000 Anno d'apertura: 1987 | Tokyo Metropolitan Gymnasium Città: Tokyo Capienza: 10 000 Anno d'apertura: 1954 |  |

## Regolamento

### Formula
Le squadre hanno disputato un'unica fase con formula del girone all'italiana.

### Criteri di classifica
Sono stati assegnati 2 punti alla squadra vincente e 1 a quella sconfitta.
L'ordine del posizionamento in classifica è stato definito in base a:
- Punti;
- Ratio dei set vinti/persi;
- Ratio dei punti realizzati/subiti;
- Risultati degli scontri diretti.

## Squadre partecipanti
| Squadra       | Qualificazione                             | Ultima partecipazione |
| ------------- | ------------------------------------------ | --------------------- |
| Argentina     | Wild card                                  | Debutto               |
| Brasile       | 1ª al campionato sudamericano 2001         | Giappone 1997         |
| Corea del Sud | 1ª al campionato asiatico e oceaniano 2001 | Giappone 1993         |
| Cuba          | 1ª al campionato nordamericano 2001        | Giappone 1997         |
| Giappone      | Paese organizzatore                        | Giappone 1997         |
| Jugoslavia    | 1ª al campionato europeo 2001              | Debutto               |

## Torneo

### Risultati
| 20 novembre 2001 Nagoya Civic General Gymnasium, Nagoya Durata: 1h:36 - Spettatori: 2 500 | Corea del Sud | 1 - 3 | Brasile       | 21-25, 21-25, 25-19, 19-25        |
| 20 novembre 2001 Nagoya Civic General Gymnasium, Nagoya Durata: 1h:08 - Spettatori: 4 100 | Cuba          | 3 - 0 | Jugoslavia    | 25-20, 25-22, 25-23               |
| 20 novembre 2001 Nagoya Civic General Gymnasium, Nagoya Durata: 2h:08 - Spettatori: 8 600 | Giappone      | 3 - 2 | Argentina     | 24-26, 25-21, 22-25, 25-17, 15-13 |
| 21 novembre 2001 Nagoya Civic General Gymnasium, Nagoya Durata: 1h:07 - Spettatori: 2 600 | Corea del Sud | 0 - 3 | Cuba          | 17-25, 17-25, 22-25               |
| 21 novembre 2001 Nagoya Civic General Gymnasium, Nagoya Durata: 1h:03 - Spettatori: 4 200 | Brasile       | 3 - 0 | Argentina     | 25-16, 25-15, 25-7                |
| 21 novembre 2001 Nagoya Civic General Gymnasium, Nagoya Durata: 1h:04 - Spettatori: 8 800 | Jugoslavia    | 3 - 0 | Giappone      | 25-15, 25-18, 25-17               |
| 23 novembre 2001 Tokyo Metropolitan Gymnasium, Tokyo Durata: 2h:00 - Spettatori: 4 200    | Cuba          | 3 - 2 | Brasile       | 25-21, 22-25, 20-25, 25-20, 15-11 |
| 23 novembre 2001 Tokyo Metropolitan Gymnasium, Tokyo Durata: 1h:33 - Spettatori: 7 360    | Argentina     | 1 - 3 | Jugoslavia    | 25-22, 21-25, 11-25, 18-25        |
| 23 novembre 2001 Tokyo Metropolitan Gymnasium, Tokyo Durata: 1h:16 - Spettatori: 10 000   | Giappone      | 0 - 3 | Corea del Sud | 21-25, 21-25, 25-27               |
| 24 novembre 2001 Tokyo Metropolitan Gymnasium, Tokyo Durata: 1h:35 - Spettatori: 9 900    | Cuba          | 3 - 1 | Giappone      | 22-25, 25-18, 25-18, 25-13        |
| 24 novembre 2001 Tokyo Metropolitan Gymnasium, Tokyo Durata: 1h:40 - Spettatori: 7 910    | Corea del Sud | 3 - 1 | Argentina     | 23-25, 27-25, 25-21, 25-12        |
| 24 novembre 2001 Tokyo Metropolitan Gymnasium, Tokyo Durata: 1h:09 - Spettatori: 6 350    | Brasile       | 3 - 0 | Jugoslavia    | 26-24, 25-20, 25-22               |
| 25 novembre 2001 Tokyo Metropolitan Gymnasium, Tokyo Durata: 1h:11 - Spettatori: 4 840    | Argentina     | 0 - 3 | Cuba          | 18-25, 17-25, 24-26               |
| 25 novembre 2001 Tokyo Metropolitan Gymnasium, Tokyo Durata: 0h:59 - Spettatori: 7 720    | Jugoslavia    | 3 - 0 | Corea del Sud | 25-16, 25-18, 25-16               |
| 25 novembre 2001 Tokyo Metropolitan Gymnasium, Tokyo Durata: 1h:14 - Spettatori: 10 100   | Giappone      | 0 - 3 | Brasile       | 21-25, 19-25, 19-25               |

### Classifica
| Pos | Squadra       | Pt | G | V | P | SV | SP | Ratio | PF  | PS  | Ratio |
| --- | ------------- | -- | - | - | - | -- | -- | ----- | --- | --- | ----- |
| 1   | Cuba          | 10 | 5 | 5 | 0 | 15 | 3  | 5.000 | 430 | 356 | 1.208 |
| 2   | Brasile       | 9  | 5 | 4 | 1 | 14 | 4  | 3.500 | 422 | 356 | 1.185 |
| 3   | Jugoslavia    | 8  | 5 | 3 | 2 | 9  | 7  | 1.286 | 378 | 326 | 1.160 |
| 4   | Corea del Sud | 7  | 5 | 2 | 3 | 7  | 10 | 0.700 | 369 | 394 | 0.937 |
| 5   | Giappone      | 6  | 5 | 1 | 4 | 4  | 14 | 0.286 | 361 | 426 | 0.847 |
| 6   | Argentina     | 5  | 5 | 0 | 5 | 4  | 15 | 0.267 | 357 | 459 | 0.778 |

## Podio

### Campione
Formazione: 1 Leonel Marshall, 5 Jorge Luis Hernandez, 6 Iván Ruiz, 7 Ángel Dennis, 8 Pavel Pimienta, 9 Maikel Salas, 11 Raydel Poey, 12 Ramón Gato, 13 Alain Roca, 14 Ihosvany Hernández, 16 Yosenki Garcia, 18 Yasser Romero, CT: Gilberto Herrera

### Secondo posto
Formazione: 1 Nogueira, 3 Gávio, 4 Heller, 5 Randow, 6 Lima, 9 Nascimento, 11 Rodrigues, 12 Bitencourt, 14 Santana, 15 Menezes, 17 Garcia, 18 do Amaral, CT: de Rezende

### Terzo posto
Formazione: 1 Rajko Jokanović, 3 Mladen Majdak, 5 Edin Škorić, 6 Slobodan Boškan, 7 Đula Mešter, 8 Vasa Mijić, 9 Nikola Grbić, 10 Vladimir Grbić, 12 Andrija Gerić, 13 Goran Vujević, 14 Ivan Miljković, 18 Igor Vušurović, CT: Zoran Gajić

## Classifica finale
| Pos | Squadra       |
| --- | ------------- |
|     | Cuba          |
|     | Brasile       |
|     | Jugoslavia    |
| 4   | Corea del Sud |
| 5   | Giappone      |
| 6   | Argentina     |

## Premi individuali
| Premio                | Nome                 | Squadra       |
| --------------------- | -------------------- | ------------- |
| MVP                   | Ivan Miljković       | Jugoslavia    |
| Miglior realizzatore  | Ivan Miljković       | Jugoslavia    |
| Miglior attaccante    | Kim Sang-woo         | Corea del Sud |
| Miglior muro          | Andrija Gerić        | Jugoslavia    |
| Miglior servizio      | Ángel Dennis         | Cuba          |
| Miglior palleggiatore | Alain Roca           | Cuba          |
| Miglior ricevitore    | Vasa Mijić           | Jugoslavia    |
| Miglior difesa        | Katsutoshi Tsumagari | Giappone      |